# Esquí forapista

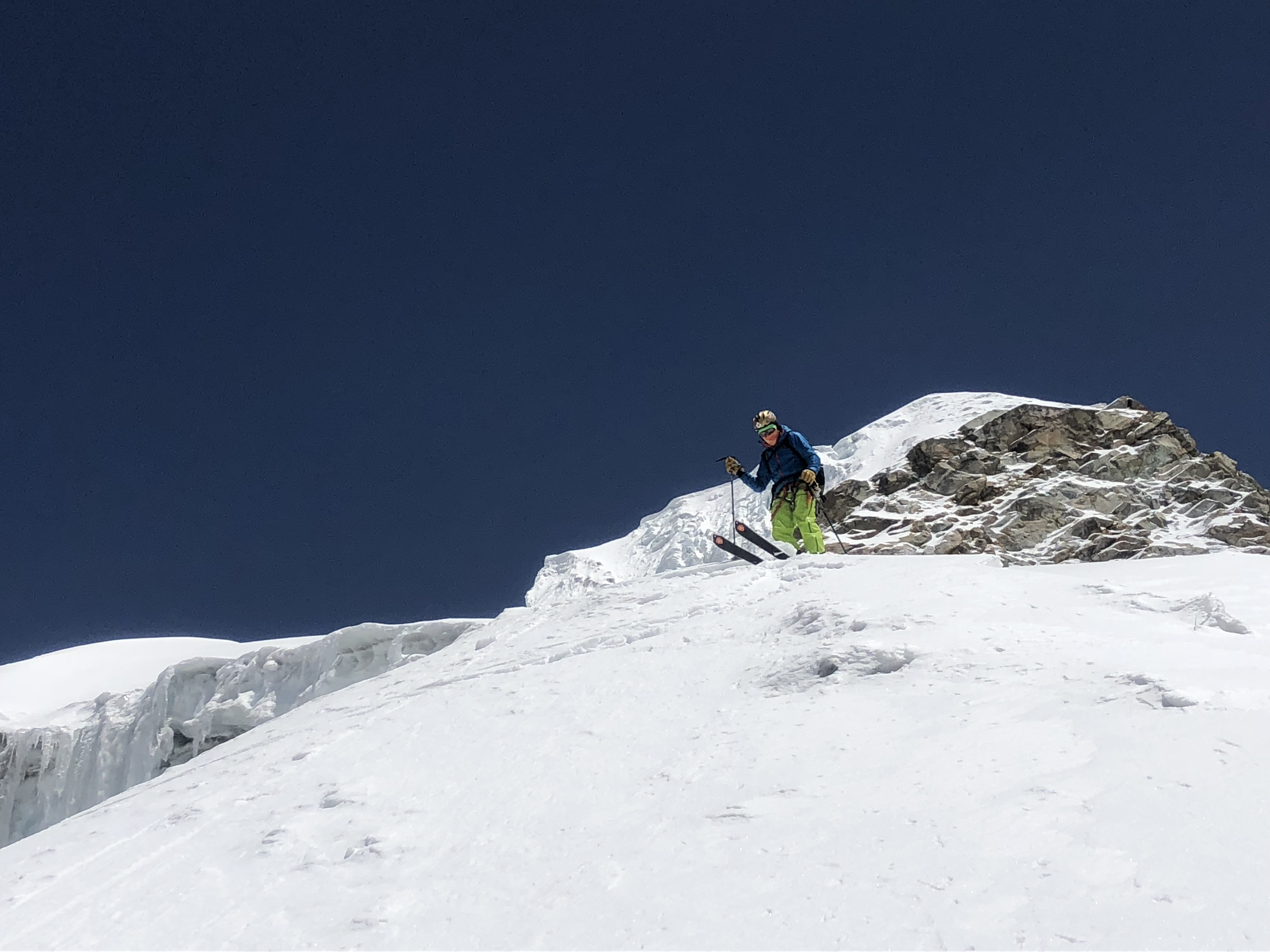
Esquí forapista

L'esquí forapista o l’esquí de fons fa referència a l'esquí que es realitza en les àrees externes als límits que es marquen en les pistes de les estacions d'esquí. A diferència de l’esquí en pista, l’esquí forapista es practica sobre neu verge i, per tant, fora de les pistes preparades i senyalitzades d'un centre d'esquí.
De la mateixa manera que altres activitats de muntanya, es tracta d'un esport extrem o de risc. Així doncs, és necessària la utilització d'un material i equip específic, a més d'una preparació física i coneixements tècnics avançats, que requereixen molt més d'un simple domini de les habilitats de descens. Generalment, per practicar aquesta modalitat d’esquí s'utilitzen els esquís forapista que són un tipus d’esquí càrving d'espàtula, patí i cua més amples. Per això, esquí forapista fa referència tant a la modalitat esportiva com a taules d'esquí emprades.
La seua popularitat ha augmentat en els últims anys, sobretot a Europa, al Canadà i als Estats Units. Segons centres d’esquí dels Pirineus, com ara Grandvalira (Andorra), s'adverteix de la gran popularitat d'aquesta modalitat que va començar a practicar-se en els anys setanta, quan va ser reconegut com a esport.

## Terminologia
El terme forapista refereix al lloc on es practica l'esquí, mentre que termes com ara l'esquí de muntanya, freestyle o telemark serveixen per a descriure quin tipus d'esquí s'està realitzant. Es defineixen els següents termes relacionats amb l'esquí fora de pista:
- Esquí freeride: Modalitat que es practica en les zones de l'estació que no han estat trepitjades per les màquines.
- Backcountry: Modalitat practicada sobre zones de neu en pols lluny de l’estació, que pot incloure l'ús de remuntadors, inclosos els teleesquís i els helicòpters.

- Slackcountry: Modalitat practicada en terreny extern al centre d'esquí, al qual es pot accedir a través dels mitjans d'elevació o a través d'un automòbil.

## Seguretat
L'esquí fora de pista pot ser perillós a causa d'allau, esgotament, clima, penya-segats, caiguda de pedres, i presència d'arbres enterrats sota la neu profunda. Les allaus provoquen aproximadament una víctima fatal per mes als Estats Units.
A Europa i el Canadà l'esquí fora de pista està generalment permés en els centres d'esquí. Als Estats Units d'Amèrica no està sempre autoritzat; les regulacions varien depenent de l'àrea esquiable. Molts centres d'esquí ho prohibeixen fermament i alguns senzillament avisen per mitjà d'un cartell que els esquiadors estan deixant l'àrea patrullada conformada per les pistes d'esquí.